# Кастиљиони (Терни)
Кастиљиони је насеље у Италији у округу Терни, региону Умбрија.
Према процени из 2011. у насељу је живело 199 становника. Насеље се налази на надморској висини од 284 м.